# Immortal – Der Unsterbliche
Der Unsterbliche (französisch: L’Invincible, englisch: The Immortal) ist eine kanadische Fernsehserie in 22 Episoden à 42 Minuten, die von Tim Gamble und Michael Grais kreiert wurde und zwischen dem 7. Oktober 2000 und 2. Juni 2001 im Fernsehen als Syndication ausgestrahlt wurde.
In Frankreich wurde die Serie erstmals am 22. Oktober 2001 auf  RTL9 ausgestrahlt und dann auf TF1 und NT1 wiederholt.

## Handlung
Nachdem Dämonen im 16. Jahrhundert in Japan seine Frau getötet und seine Tochter entführt hatten, schwor der holländische Kaufmann Raphael „Rafe“ Cain, dass er Rache nehmen und alle auf der Erde lebenden Dämonen töten würde. Sein Partner Goodwin und er erlangen vom guten Geist Yashiro Unsterblichkeit, um ihre Mission ausführen zu können. Im 20. Jahrhundert jagen sie mit der Unterstützung einer Parapsychologin die Dämonen.

## Episodenliste
| Nr. | Deutscher Titel                | Originaltitel                                         | Erstausstrahlung USA | Deutschsprachige Erstausstrahlung (D) |
| --- | ------------------------------ | ----------------------------------------------------- | -------------------- | ------------------------------------- |
| 1   | Boten der Finsternis (1)       | Les Démons de la nuit [1/2] Demons of the Night [1/2] | 7. Okt. 2000         | 4. Apr. 2002                          |
| 2   | Boten der Finsternis (2)       | Les Démons de la nuit [2/2] Demons of the Night [2/2] | 14. Okt. 2000        | 4. Apr. 2002                          |
| 3   | Der Exorzist                   | À mi-chemin entre le bien et le mal Half Way          | 21. Okt. 2000        | 4. Apr. 2002                          |
| 4   | Einer für alle, alle für einen | Les Morts-vivants Not So Dead                         | 28. Okt. 2000        | 11. Apr. 2002                         |
| 5   | Wilder Westen                  | Sale temps dans l’Ouest Wicked Wicked West            | 4. Nov. 2000         | 11. Apr. 2002                         |
| 6   | Eine Jungfrau für die Hölle    | L’Ascenseur pour l’enfer Prime Location               | 11. Nov. 2000        | 11. Apr. 2002                         |
| 7   | Studio D                       | Le Démon sur les ondes Studio D                       | 18. Nov. 2000        | 18. Apr. 2002                         |
| 8   | Flug in die Hölle              | Le Vol 666 Flight 666                                 | 25. Nov. 2000        | 18. Apr. 2002                         |
| 9   | Der Kuss der Braut             | Le Baiser de la mariée Bride’s Kiss                   | 2. Dez. 2000         | 18. Apr. 2002                         |
| 10  | Trio Infernale                 | Les jeux sont faits The Hunted                        | 9. Dez. 2000         | 25. Apr. 2002                         |
| 11  | Elfenjagd                      | Les Nymphes de la forêt Forest for the Trees          | 3. Feb. 2001         | 25. Apr. 2002                         |
| 12  | Zwischen zwei Welten           | Une histoire de fou The Asylum                        | 10. Feb. 2001        | 25. Apr. 2002                         |
| 13  | Schule der Verdammten          | Une école d’enfer Learning Curve                      | 17. Feb. 2001        | 2. Mai 2002                           |
| 14  | Satans Geliebte                | Conspiration démoniaque The Good Squire               | 2. Mai 2002          |                                       |
| 15  | Discofieber                    | Les contes de fées se terminent toujours bien Wired   | 2. Mai 2002          |                                       |
| 16  | Im tiefsten Innern             | Techno Zombie Replay                                  | 10. März 2001        | 9. Mai 2002                           |
| 17  | Der Außenseiter                | Voyage intérieur Spy vs. Spa                          | 28. Apr. 2001        | 9. Mai 2002                           |
| 18  | Hänsel und Gretel              | Eaux sulfureuses Happily Never After                  | 5. Mai 2001          | 9. Mai 2002                           |
| 19  | Großmutters Erbe               | Déjà vu Deja Vu                                       | 12. Mai 2001         | 16. Mai 2002                          |
| 20  | Tag der Abrechnung (1)         | Jugement dernier [1/2] Reckoning [1/2]                | 19. Mai 2001         | 16. Mai 2002                          |
| 21  | Tag der Abrechnung (2)         | Jugement dernier [2/2] Reckoning [2/2]                | 26. Mai 2001         | 16. Mai 2002                          |
| 22  | Kiyomi                         | Kiyomi                                                | 2. Juni 2001         | 23. Mai 2002                          |